# Trophée Maurice Podoloff
Le Trophée Maurice Podoloff (en anglais : Maurice Podoloff Trophy), est un trophée décerné chaque année par la National Basketball Association (NBA)  à l'équipe ayant le meilleur bilan global à la fin de la saison régulière.
Le trophée est décerné depuis la saison 2022-2023 et porte le nom de Maurice Podoloff, premier commissaire (alors président) de la NBA de 1946 à 1963.

## Histoire
Avant 2021, le trophée Maurice Podoloff était décerné au meilleur joueur de la saison régulière (MVP) de la NBA. Cependant, en 2022, la ligue renomme cette récompense en l'honneur de Michael Jordan, et dévoile dans la foulée le nouveau trophée Maurice Podoloff, récompensant les performances d'une équipe en saison régulière.
Les Bucks de Milwaukee sont les premiers lauréats de ce nouveau trophée.

## Description
Le trophée contient une boule de cristal, scindée en 82 panneaux (un clin d'oeil à la saison régulière, composée de 82 matchs) et se trouvant au sommet d'un piédestal représentant les deux conférences Ouest et Est de la NBA.
Le socle est intégralement recouvert d'une plaque en métal finement gravée avec l'inscription « The Maurice Podoloff Trophy », suivi de l'indication « NBA best regular season record » en dessous.

## Vainqueurs
Légende :
- Vainqueur des Finales NBA
- Finaliste des Finales NBA
- Éliminé au cours des playoffs

| Saison    | Équipe             | Victoires | Défaites | Pourcentage de victoires | Résultat en playoffs        |
| --------- | ------------------ | --------- | -------- | ------------------------ | --------------------------- |
| 2022-2023 | Bucks de Milwaukee | 58        | 24       | 70,7%                    | Défaite au 1er tour (Miami) |
| 2023-2024 | Celtics de Boston  | 64        | 18       | 78,0%                    |                             |